# Gilles Bettmer
Gilles Bettmer, né le 31 mars 1989 à Esch-sur-Alzette, est un footballeur international luxembourgeois qui évolue au poste de milieu défensif, au FC Differdange 03.

## Carrière

### En club
Après une période passée à l'AS Differdange durant son enfance, Gilles Bettmer commence sa carrière en 2004 au SC Fribourg en équipes de jeunes avant d'intégrer l'équipe réserve de la formation allemande. Il ne trouve pas sa place à Fribourg donc il est transféré au SV Eintracht Trèves 1905 en 2010, club où il restera qu'une moitié de saison. Il rejoint par la suite le FC Differdange 03, club de son enfance, pour la saison 2010-2011. Pour les phases de qualification de la Ligue Europa 2011-2012, le FC Differdange 03 se qualifie pour le 4e tour de qualification, où il est éliminé par le Paris Saint-Germain.
La saison 2012-13 commence bien pour Gilles Bettmer et le FCD03, qui a la troisième journée de championnat de BGL Ligue, se trouve tout en haut du classement avec 9 points. Il a également joué la Ligue Europa, contre le NSÍ Runavík (3-0 e 0-3 pour Differdange) ou il marque le 2-0 à la 41e minute. 
Le 19 juillet 2012, au deuxième tour de la Ligue Europa, il joue face aux belges du La Gantoise ou le FCD03 perd pour 0-1 à domicile et 3-2 à Gand.

### En équipe nationale
Il joue son premier match international en novembre 2005 face au Canada à l'âge de 16 ans.
Le 15 août 2012, il joue sont 50e match en équipe nationale dans le tout nouveau Parc des Sports de Differdange face à
la  Géorgie.